# Birthälmer Altar

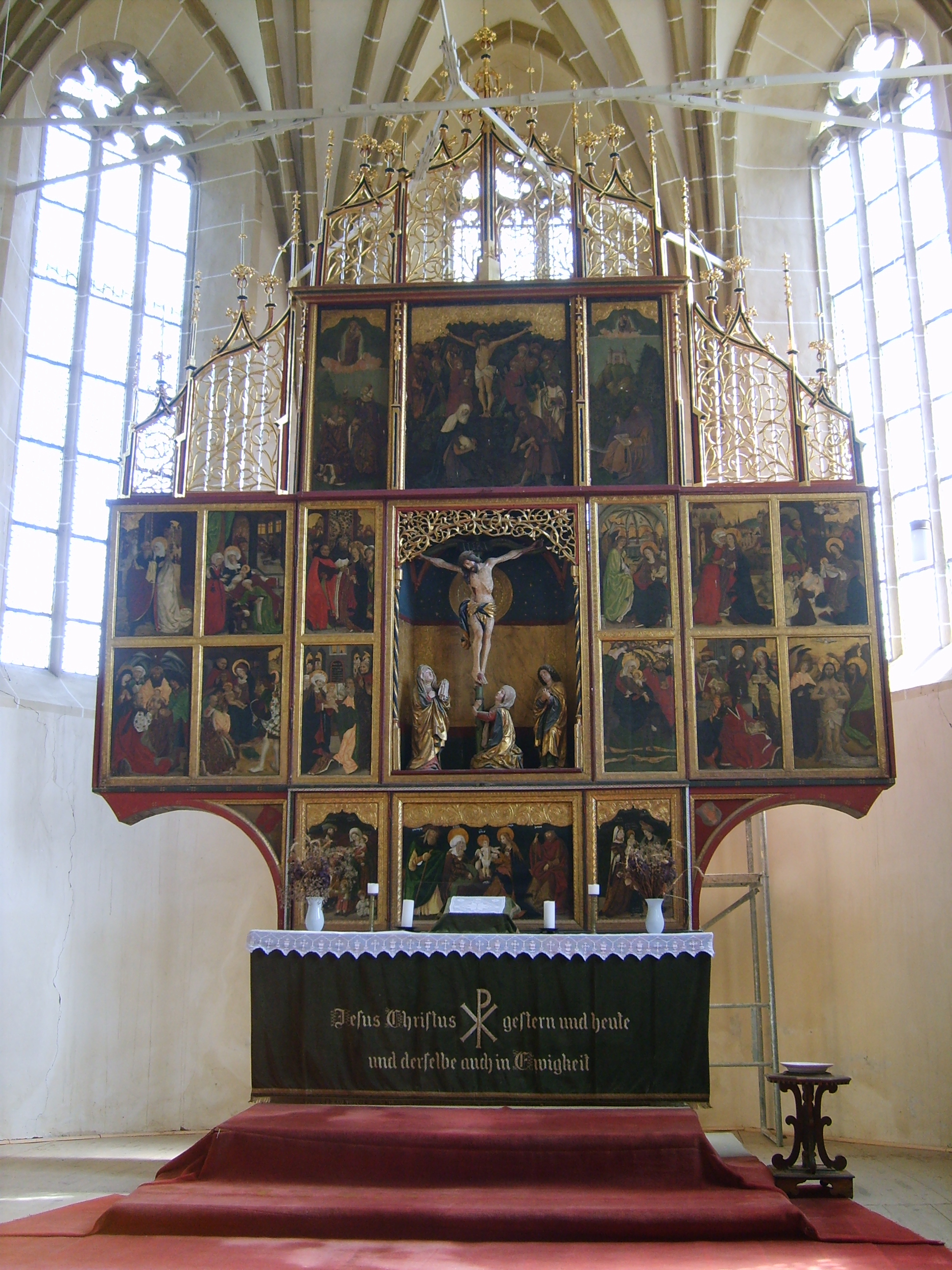
Birthälmer Altar

Der Birthälmer Altar ist ein spätgotischer Flügelaltar in der Kirchenburg von Birthälm (rumänisch Biertan) im Kreis Sibiu in Rumänien. Der Altar ist ein bedeutendes Kunstwerk der Spätgotik in Siebenbürgen.
Zusammen mit dem Mediascher Altar und dem Altar der Kirche von Großprobstdorf wird der Birthälmer Altar einer Gruppe von Siebenbürger Flügelaltären zugerechnet, die von der Künstlerschule des Wiener Schottenstifts um den namentlich nicht bekannten Meister des Wiener Schottenaltars beeinflusst ist. Dieser Schule zugeordnet, wenn nicht sogar mit dem Schottenmeister selbst gleichgesetzt, wird seit den 1980er Jahren der Siebenbürger Meistermaler Johannes Siebenbürger (um 1440–1483). Als sicher gilt, dass dieser Meister eine wesentliche Rolle bei der Vermittlung der Wiener Malkunst nach Siebenbürgen gespielt hat.

## Datierung
Eine Inschrift in einem geöffneten Buch auf der Gemäldetafel mit dem Zwölfjährigen Jesus im Tempel datiert den Mittelteil des Retabels eindeutig in das Jahr 1483, während die Inschrift ANNO VIRGINIS PARTUS 1515 im Rahmen der mittleren oberen Gemäldetafel darauf hindeutet, dass diese Teile erst im frühen 16. Jahrhundert angefügt wurden. Einer der beiden Wappenschilde der Predella zeigt einen Kelch, der von den Initialen „IO“ flankiert ist. Diese werden dem Birthälmer Pfarrer Johannes († 1526) zugeordnet, der auch auf der großen Stifterinschrift auf dem Triumphbogen der Birthälmer Kirche erwähnt wird. Dieser erweist sich somit als bedeutender Stifter und Förderer des Baus und der Ausschmückung der Birthälmer Kirche und ihres Hauptaltars.

## Heutiger Zustand

### Aufbau
Der Birthälmer Altar ist ein Flügelaltar mit Mittelschrein, zwei beweglichen Flügeln, zwei Standtafeln und einer mit beweglichen Flügeln versehenen Predella. Dem Altarkorpus ist ein Triptychon aufgesetzt. Im Hauptteil des Retabels sind zwischen dem Mittelschrein mit der Figurengruppe und den Flügeln je zwei übereinanderliegende schmale Bildtafeln eingefügt, eine in Siebenbürgen häufiger vorkommende Anordnung, die sich beispielsweise auch im älteren Malmkroger Altar (1469) findet. Im Unterschied zu diesem weisen die Zwischentafeln keine „Altarswächter“ auf, sondern zeigen ebenfalls Szenen aus dem Marienleben. Der Korpus ist bis auf die Entfernung der ursprünglichen Schreinfiguren original erhalten, wann die Predella und das Gesprenge verändert wurden, ist mangels Quellen nicht mehr nachvollziehbar.
Im Ganzen ist der Altar 489 cm hoch und 567 cm breit. Der Mittelschrein misst 211 × 132 × 41 cm (Höhe × Breite × Tiefe). Die Altarflügel messen mit Rahmen 211 × 139 cm (Höhe × Breite). Die bemalte Oberfläche der festen Zwischentafeln misst je 94 × 50 cm. Die Tafeln auf der Innenseite messen je 94 × 59 cm, diejenigen der Außenseite 94 × 124 cm. Die unbeweglichen Flügelteile messen 211 × 140 cm. Die Predella ist 106 cm hoch und 270 cm breit. Ihre Mitteltafel misst 97 × 67 cm (bemalte Fläche: 80 × 51 cm). Die Flügel der Predella messen 97 × 67 cm (bemalte Fläche: 80 × 51 cm). Die Skulpturen im Schrein sind 80,5 cm (Maria), 80 cm (Johannes), 65 cm (Maria Magdalena) und 100 cm (Christus) hoch.

### Gemäldetafeln
Der Giebel des Flügelaltars enthält ein Triptychon mit einer allegorischen Darstellung der Kreuzigung an einem lebenden Kreuz in Form eines Rebstocks mit leuchtend grünen Blättern und Weintrauben. Auf den Ästen des Rebstocks stehen Apostel, Maria gießt Wasser aus einem Krug, und Johannes der Täufer bearbeitet die Erde um den Rebstock mit einer Hacke. Eine Inschrift MARIA RIGAT – EGO SUM VITIS, VOS PALMITES ANNO VIRGINIS PARTUS 1515 – JOHANNES PLANTAT verdeutlicht die Allegorie: „Maria bewässert – ich bin der Weinstock, ihr die Reben. Im Jahr der jungfräulichen Geburt 1515 – Johannes pflanzt.“ Die seitlichen Bilder des Triptychons geben den Traum des Augustus aus der Legenda aurea wieder sowie die Vision des Propheten Ezechiel.
In geöffnetem Zustand zeigt das Altarretabel einen Mittelschrein mit farbig gefassten Skulpturen einer Kreuzigungsszene, flankiert von zweimal sechs Bildtafeln mit Szenen aus dem Marienleben. Die vier Bildtafeln zu beiden Seiten des Mittelschreins sind fest mit diesem verbunden, die seitlichen Tafeln bilden die beweglichen Altarflügel. Die Bildtafeln des Birthälmer Altars – in seiner heutigen, nachreformatorischen Fassung – folgen in ihrer Gesamtheit einem bestimmten, theologisch genau definierten Konzept: Die stilistisch homogen erscheinenden Gemäldetafeln konzentrieren sich thematisch auf die Familie Christi und seinen irdischen Lebensweg, der in der Erlösung mündet. Dies lässt auf einen theologisch gut gebildeten Auftraggeber schließen, der in der Literatur mit dem Birthälmer Pfarrer Johannes gleichgesetzt wird, dessen Initialen auf einem Wappenschild in der Predella eingeschrieben sind.
| Vision des Kaisers Augustus | Allegorische Kreuzigung | Vision des Propheten Ezechiel |

| Altarflügel       | Altarflügel         | Zwischentafel         | Mitteltafel                     | Zwischentafel       | Altarflügel                   | Altarflügel    |
| ----------------- | ------------------- | --------------------- | ------------------------------- | ------------------- | ----------------------------- | -------------- |
| Anna und Joachim  | Mariä Geburt        | Verlobung Marias      | Kreuzigungsgruppe (Rundplastik) | Verkündigung        | Heimsuchung                   | Geburt Christi |
| Beschneidung Jesu | Anbetung der Könige | Darbringung im Tempel | Kreuzigungsgruppe (Rundplastik) | Flucht nach Ägypten | Zwölfjähriger Jesus im Tempel | Taufe Jesu     |

| Mitglieder der Heiligen Sippe | Heilige Familie | Mitglieder der Heiligen Sippe |

Der Bilderzyklus der Festtagsseite schließt nicht, wie es in der Bildtradition des „Marienlebens“ üblich gewesen wäre, mit einer Darstellung des Tod Mariens oder der Marienkrönung ab, sondern mit einer Darstellung der Taufe Christi.
| Standtafel | Standtafel | Beweglicher Flügel                      | Beweglicher Flügel                                  | Standtafel | Standtafel |
| ---------- | ---------- | --------------------------------------- | --------------------------------------------------- | ---------- | ---------- |
| Augustinus | Ambrosius  | Rochus, Michael, Sebastian, Joseph      | Maria im Strahlenkranz, Anna selbdritt, Drei Marien | Gregor     | Hieronymus |
| Augustinus | Ambrosius  | Margareta, Dorothea, Katharina, Barbara | Maria im Ährenkleid, Elisabeth, Helena, Agnes       | Gregor     | Hieronymus |

| Mitglieder der Heiligen Sippe | Mitglieder der Heiligen Sippe | Mitglieder der Heiligen Sippe | Mitglieder der Heiligen Sippe |

Auf der Rückseite der Altarflügel wurden bei der Restaurierung in der Werkstatt von Gisela Richter auf den nicht beweglichen Tafelbildern unter einer Übermalung aus dem 19. Jahrhundert Darstellungen der vier Kirchenväter freigelegt. Die äußere Seite der beweglichen Flügel weist vier Tafeln mit Heiligenbildern vor einem blauen Hintergrund mit goldenen Sternen auf. Zweimal ist auf den Tafeln die katholische Namenspatronin der Birthälmer Kirche dargestellt, als Maria im Ährenkleid und als Mondsichelmadonna mit dem Jesuskind.
Ungewöhnlich für einen Bildzyklus zum Marienleben ist sein Abschluss mit einer Darstellung der Taufe Jesu. Krasser nahm an, dass diese Bildtafel erst nach der Reformation eingefügt wurde und eine ikonographisch angemessenere Darstellung ersetzt habe. Dieser Meinung schloss sich Crăciun (2004) an und vermutete, dass die Tafel aufgrund ihres Bezugs zu Christus dem reformierten Glaubensverständnis eher entsprochen haben müsse als das unbekannte Original. Dagegen geht Sarkadi (2008 und 2012) nach einer genaueren Analyse des Archivmaterials aus der Kronstädter Restaurierungswerkstatt davon aus, dass auch diese Tafel zum ursprünglichen Zustand des Altars zu rechnen ist: Die Augen mehrerer Figuren waren im reformatorischen Bildersturm ausgekratzt worden, so dass davon auszugehen ist, dass auch diese Bildtafel schon vor der Reformation zum Altar gehörte.
Die Predella des Altars zeigt auf allen Bildtafeln eine umfangreich erweiterte Darstellung der Heiligen Familie. Inschriften identifizieren die dargestellten Personen.

### Gehäuse und Skulpturen
Das Rahmenwerk von Predella und Giebeltriptychon passt so gut zum Retabel, dass eine gleichzeitige Herstellung in derselben Werkstatt naheliegt. Die die einzelnen Tafeln nach oben begrenzenden vergoldeten Baldachine sind die gleichen wie auf der Predella und den Seitentafeln des Giebels. Der Aufbau des Retabels ist ebenfalls einheitlich. Dabei wurden beim Umbau wohl die vorhandenen Tafelbilder des Altars von 1482 in die neue Struktur eingepasst. Die Schreinfassade ist von zwei gewundenen Säulen flankiert, fein gearbeitete Blattmotive rahmen den Mittelschrein.
Die auf der Rückwand des Mittelschreins erhaltene Vergoldung legt nahe, dass der Schrein ursprünglich eine komplexere Ausschmückung enthalten hatte. Die Weinblattornamente bedecken nur einen schmalen Streifen der Rückwand, während eine große, annähernd rechteckige Fläche ungeschmückt geblieben ist. Dort hatten sich offensichtlich die Skulpturen befunden. Da der frei gebliebene Hintergrund keine Umrisslinien einer einzelnen Figur nachzeichnet, schloss Sarkadi (2008), dass sich hier eine komplexere Reliefkomposition befunden haben müsse. Ein im Zentrum der Rückwand noch erhaltener, sonnenartiger Heiligenschein deutet auf eine Komposition um eine zentrale Figur herum hin, sehr wahrscheinlich eine Marienstatue. Wahrscheinlich nach dem Bildersturm wurde die mit Kalkfarbe gestrichene Oberfläche mit einer Inschrift versehen (nach Joh. 3, 16: „Sic enim dilexit Deus mundum ut Filium suum unigenitum daret ut omnis qui credit in eum non pereat sed habeat vitam aeternam.“) Ende der 1970er oder Anfang der 1980er Jahre wurde diese Inschrift in der Kronstädter Werkstatt mit einer neuen Vergoldung überzogen und ist heute nur noch schwach zu erkennen.
Die Skulpturen der Kreuzigungsgruppe, die sich heute im Mittelschrein befinden, werden in das letzte Viertel des 15. Jahrhunderts datiert. Wann sie in den Schrein verbracht worden sind, ist unbekannt. Da auch die Rückseiten der Skulpturen geschnitzt und farbig gefasst sind, lässt sich erschließen, dass sie ursprünglich nicht für den Altar bestimmt waren. Wahrscheinlich empfand man den nach dem Bildersturm leeren Schrein später als störend.

## Einfluss der Schottenstift-Werkstatt
1930 hatten Franz Juraschek und Victor Roth festgestellt, dass die Kreuzigungstafel des Mediascher Altars nach Komposition und Stil der entsprechenden Darstellung in einem Flügelaltar aus dem Wiener Schottenstift verwandt ist. Diesen hatte im 15. Jahrhundert ein unbekannter „Meister des Wiener Schottenaltars“ geschaffen. Die Werkstatt des Schottenstifts war im 15. Jahrhundert in Mittel- und Osteuropa stilprägend.
1916 wies Victor Roth die Stilverwandtschaft zweier Gemäldetafeln des Altars von Großprobstdorf mit dem Mediascher Altar nach. In den 1970er Jahren veröffentlichte Harald Krasser eine Reihe von Studien, die den Birthälmer Altar ebenfalls in die künstlerische Tradition der Schottenstift-Werkstatt einordnen. Das Vorkommen dreier stilistisch eng miteinander und mit den gleichen mitteleuropäischen Vorbildern verwandter Flügelaltäre erlaubte somit den Rückschluss auf die Existenz einer spätgotischen Künstlerwerkstatt in Siebenbürgen.
Anders als der Meister von Mediasch erweist sich der unbekannte Künstler von Birthälm nach Krassers Analyse als deutlich abhängiger von seinem Wiener Vorbild: Die künstlerische Konzeption, Stil und Figurentypen auf mindestens fünf der Tafelbilder (Geburt Mariä, Verlobung, Heimsuchung, Darstellung im Tempel und die Geburt Jesu) erweisen sich fast als Kopien der Bildtafeln im Schottenstift und deuten darauf hin, dass der Birthälmer Meister zumindest einige Zeit in der Werkstatt des Schottenstifts verbracht haben muss.

## Der Flügelaltar im reformierten Kirchenraum
Aus der Zeit vor 1530, also vor der Reformation in Siebenbürgen, haben sich in den Kirchen der Region bedeutende Altäre erhalten. Im Bildersturm wurden zahlreiche Kunstwerke und Altäre aus den Kirchen entfernt oder zerstört. Das früheste bekannte Dokument zur Entfernung von Bildern und Skulpturen stammt vom Bistritzer Ratsschreiber Christan Pomarius. 1543 schrieb er, dass die Türkengefahr nahe sei, und dass die Türken zuerst die Bilderverehrer töten würden. Auch aus Kronstadt sind Berichte zum Bildersturm erhalten. Hier hielt der Organist der Schwarzen Kirche und Stadtchronist Hieronimus Ostermayer fest:

„Item sein mit Willen der Obrigkeit die Bilder aus den Kirchen, auch der grosse Altar in der Pfarrkirch abgebrochen worden. Dito den 22. Tag Aprilis mit gemeiner Wahl der gelehrt und gottesfürchtig Mann Herr Johannes Honterus zum Pfarr in Cronstadt erwählet worden.“

Schon in den 1550er Jahren setzte sich die Auffassung durch, dass bildliche Darstellungen religiöser Themen als Kunstwerke erhalten werden könnten und daher nicht entfernt werden müssten. Dies traf vor allem auf den Hauptaltar der Kirchen zu. 1557 erklärte die Synode von Hermannstadt, dass Bilder mit biblischem oder kirchengeschichtlichen Bezug erhalten werden sollten. 1565 erklärte die Hermannstädter Synode:

„Sufficiat tibi in altari tuo salvatori in cruce pendentis imago, quae passionem suam tibi representat.“

„Es genüge dir in deinem Altar ein Bild des Erlösers am Kreuze, durch welches er dir seine Passion darstelle.“

Der Birthälmer Altar wurde im frühen 16. Jahrhundert umgearbeitet; hierbei wurden einerseits Details der Gewänder einzelner Figuren nachgemalt, es erfolgte also eine Restaurierung im eigentlichen Sinne. Darüber hinaus wurden die Tafelgemälde wohl einem neuen Predella-Gehäuse eingefügt, wohl im Zusammenhang mit einer einheitlichen Umgestaltung im Sinne eines „reformatorischen“ Bildprogramms. Dieses kam der Weiternutzung des Hauptaltars als einzigem nach dem Entfernen der Seitenaltäre verbliebenen Altar in der nun evangelischen Kirche entgegen. Aus dem Altar wurden dreidimensionale figürliche Darstellungen, insbesondere Skulpturen von Heiligen, entfernt.
In den 1970er Jahren wurden zahlreiche Altäre in Siebenbürgen auf Initiative des damaligen Leiters der rumänischen Behörde für Denkmalpflege, Vasile Drăguț, restauriert. Eine von der Evangelischen Kirche finanzierte Restaurierungswerkstatt unter der Leitung von Gisela und Otmar Richter in Kronstadt dokumentierte und restaurierte bis 1992 insgesamt 22 Altäre und Altarbilder, darunter auch den Birthälmer Altar.